# Okada Shigeyoshi
Okada Shigeyoshi est un nom japonais traditionnel ; le nom de famille (ou le nom d'école), Okada, précède donc le prénom (ou le nom d'artiste).
Okada Shigeyoshi (岡田 重能, 1527-17 mai 1583) est un samouraï au service de la famille Oda de la province japonaise d'Owari. Shigeyoshi est connu pour être une des « sept lances d'Azukizaka » en raison de la bravoure militaire dont il fait preuve au cours de l'année 1542 alors qu'il n'a que 15 ans.
Shigeyoshi continue à servir Oda Nobunaga pendant de nombreuses années par la suite. Après la mort de Nobunaga en 1582, Shigeyoshi se met au service d'Oda Nobukatsu. Quelques mois plus tard, il obtient un titre sur le château de Hoshizaka mais décède l'année suivante.
Il est le père d'Okada Shigetaka.

## Source de la traduction
- (en) Cet article est partiellement ou en totalité issu de l’article de Wikipédia en anglais intitulé « Okada Shigeyoshi » (voir la liste des auteurs).